# Tarō Shōji
Tarō Shōji  (東海林 太郎, Shōji Tarō, 11 de desembre de 1898 – 4 d'octubre de 1972) va ser un cantant popular japonès de ryūkōka.

## Primers anys
Shōji va néixer a Akita, prefectura d'Akita. El seu pare era un empleat de la companyia del Ferrocarril del Sud de Manxúria, i els seus pares es van mudar a Manxukuo, deixant-lo en Japó per ser criat per la seva àvia, qui li va ensenyar a tocar el violí. Es va graduar en el Departament de Comerç de la Universitat de Waseda, on es va especialitzar en economia marxista. Es va casar poc abans de la graduació d'estudis de pregrau, i va ser emprat per la Divisió d'Investigació dels Ferrocarrils del Sud de Manxúria en la terminació del seu grau en 1923. El seu treball principal en els Ferrocarril del Sud de Manxúria era a la sindicació. No obstant això, els seus punts de vista altament esquerrans van alienar tant als seus caps com a l'Exèrcit Imperial Japonès, i va ser apartat a una biblioteca. Després de set anys a Manxukuo, va tornar al Japó, on el seu germà dirigia un restaurant xinès prop de la Universitat de Waseda.

## Carrera musical
Shōji fer el seu debut com a cantant de gravació en 1933. Va intentar convertir-se en un cantant occidental de baríton clàssic, però finalment es va convertir en un cantant popular. El seu primer gran èxit popular va ser amb la cançó cançó Akagi no Komoriuta (赤城の子守唄, Akagi Lulaby) escrit sobre Kunisada Chūji. La cançó va ser llançada en 1934 i va vendre 400.000 còpies. Aquesta cançó es va convertir en un model per a molts cantants menys coneguts en la dècada de 1930 i principis de 1940 sobre música tràgica d'anti-herois japonesos.
De 1934 a 1936, la jove actriu Hideko Takamine i la seva mare van viure amb Shōji, encara que ella va rebutjar la seva oferta per adoptar-la formalment. Després de la Segona Guerra Mundial, moltes de les seves cançons van ser prohibides per les forces d'ocupació nord-americanes per ser massa nacionalistes. En els anys 60, el seu renom va renéixer, muntant una ona de la nostàlgia per les cançons del període Shōwa. Shōji va aparèixer quatre vegades en la Kōhaku Uta Gassen de la NHK, començant amb la primera emissió en 1951, seguida per 1955, 1956 i 1965. Es va presentar al Asakusa International Theatre el 1957 i el 1963 es va convertir en president honorari de l'Associació de vocalistes del Japó el 1963. va ser guardonat amb el premi "reconeixement especial" al Japan Record Awards el 1965 i la 4a classe de l'Orde del Sol Naixent en 1969. Shōji patia de càncer. No obstant això, es va recuperar de la malaltia en 1964. Va morir d'una hemorràgia cerebral el 1972.

## Discografia parcial
- Egasa Higasa (絵傘日傘, Graphic umbrella Sun umbrella): 1933
- Akagi no Komoriuta (赤城の子守唄, Berceuse of Akagi): 1934
- Kurai Nichiyōbi (暗い日曜日, Versió de Gloomy Sunday): 1936
- Mugi to Heitai (麦と兵隊, Wheat and Soldier): 1938
- Butaichō to Heitai (部隊長と兵隊, Unit Commander and Soldier): 1938 amb Bin Uehara
- Senjō Hatsu Butai (戦場初舞台, Battleground First Stage): 1940
- Gunkoku Maiougi (軍国舞扇, Militarist Dancer Fan): 1941[6]